# Мадагаскар (филм)
Мадагаскар (енгл. Madagascar) је компјутерско-анимирана комедија из 2005. године, коју је произвела фирма DreamWorks Animation. Гласове позајмљују Бен Стилер, Крис Рок, Дејвид Швимер, Џејда Пинкет Смит, Саша Барон Коен и други.
Филм је реализован 27. маја 2005. године и зарадио је мешане критике, али био је финансијски успешан са зарадом од преко 532 милиона долара. Филм је започео франшизу, са наставцима Мадагаскар 2: Бег у Африку из 2008. и Мадагаскар 3: Најтраженији у Европи из 2012. године. Такође је снимљен и самостални филм о пингвинима из овог филма, назван Пингвини са Мадагаскара из 2014. године.

## Радња
Прича започиње у једном њујоршком зоо-врту. Мартију је 10. рођендан. На почетку Алекс дође и поклони Мартију поклон, после неког времена пингвини Мајор, Ковалски, Рико и Војник желе да оду из зоолошког врта на Антарктик, али они копањем дођу до Мартијевог кавеза и испричају му причу, али говоре му да је никоме не каже. Кад је пао мрак, Алекс Лав, Мелман Жирафа и Глорија Нилски Коњ су направили Мартију Зебри журку за рођендан и он им је рекао да жели да оде из зоо-врта у дивљину. Марти се ишуња док сви спавају и одлази у град да би возом отишао до Канаде.
Али уместо тога, дође полиција и упуцава их и шаље у Кенију. Они су на броду у кутијама, али тамо су такође и пингвини, који су преусмерили брод на Антарктик, а у преокрету Марти, Мелман, Глорија и Алекс су заједно са кутијама у којима су пали са брода и дошли на Мадагаскар. Пошто се Алексу једе месо, почео је да замишља да су животиње месо. Алекс је побегао у шуму. Дошли су пингвини бродом, али Марти није хтео ићи без Алекса па је отишао да га потражи. Мартија су почеле да јуре фосе. Алекс је убио све фосе, па су сви на Мадагаскару били срећни. 

## Улоге
| Глумац            | Улога    |
| ----------------- | -------- |
| Бен Стилер        | Алекс    |
| Крис Рок          | Марти    |
| Дејвид Швимер     | Мелман   |
| Џејда Пинкет Смит | Глорија  |
| Саша Барон Коен   | Џулијан  |
| Седрик Кајлс      | Маурис   |
| Енди Рихтер       | Морт     |
| Том Мекграт       | Скипер   |
| Крис Милер        | Ковалски |
| Џефри Каценберг   | Рико     |
| Кристофер Најтс   | Прајвет  |
| Конрад Вернон     | Мејсон   |